# O̊
Cette page contient des caractères spéciaux ou non latins. S’ils s’affichent mal (▯, ?, etc.), consultez la page d’aide Unicode.
O̊ (minuscule : o̊), appelé O rond en chef, est une lettre utilisée dans l’écriture du cheyenne et du moyen bas allemand.
Elle est formée de la lettre O diacritée d’un rond en chef.

## Utilisation
En cheyenne, le O rond en chef ‹ o̊ › représente la voyelle mi-fermée postérieure arrondie [o] sourde ou non voisée, c’est-à-dire sans vibration des cordes vocales, [o̥] ; alternativement elle peut être écrite avec un point suscrit ‹ ȯ ›.
En phonétique française, il est utilisé par certains auteurs, dont notamment Alain Lerond dans le Dictionnaire de la prononciation,pour noter un archiphonème pour l’intervalle des voyelles pouvant être prononcé [o, o̞ , ɔ̝, ɔ].

## Représentations informatiques
Le O rond en chef peut être représente avec les caractères Unicode suivants :
- décomposé (latin de base, diacritiques) :

| formes    | représentations | chaînes de caractères | points de code | descriptions                                       |
| --------- | --------------- | --------------------- | -------------- | -------------------------------------------------- |
| majuscule | O̊               | O◌̊                    | U+004F U+030A  | lettre majuscule latine o diacritique rond en chef |
| minuscule | o̊               | o◌̊                    | U+006F U+030A  | lettre minuscule latine o diacritique rond en chef |